# أحمد بن عبد الله بامخرمة
أحمد بن عبد الله بامخرمة (866 - 911 هـ) فقيه شافعي من مدينة عدن. اشتغل بالعلم تدريسًا وتحصيلًا وتصنيفًا، خاصة في علم الفقه. ودرّس وأفتى شابًا، ولم يضع خطه على فتوى إلا في الفرائض، فإنه كان يجيب فيه خطًا.

## نسبه
أحمد بن عبد الله بن أحمد بن علي بن أحمد بن إبراهيم بامخرمة السيباني الحميري.

## مولده ونشأته
ولد بعدن بعد وقت طلوع فجر يوم الأربعاء أول يوم من شهر صفر سنة 866 هـ. حفظ القرآن الكريم، وجد واجتهد في طلب العلم، وبرع في الفقه وغيره من العلوم، لا سيما الفرائض والحساب حتى أُعجب به والده. ثم سار مع والده إلى الهجرين بحضرموت، فأقام بها أشهرا، ورجع إلى عدن في سنة 883 هـ، وتزوج بابنة الشيخ محمد بن أحمد بافضل.

## أعماله
ثم تغير حاله وطيب النفس في أمر الدنيا بالتجارة، فسافر إلى هرمز مع جماعة قاصدا التجارة، فعصفت عليهم ريح شديدة، ورأوا من التعب والشدة والهلكة، فندم على ما صدر منه، وترك العزم إلى هرمز، ورجع من ظفار إلى عدن لطلب العلم، فشرع في حفظ وشرح «جامع المختصرات» للنشائي، ودرّس في منصورة عدن الفقه، وبرع في التدريس، ودرّس أيضا في ظاهرية عدن الحديث. وكان ينوب عن أبيه في بعض دروسه إذا غاب خارج عدن.

## وفاته
توفي عصر الجمعة عاشر شهر جمادى الآخرة سنة 911 هـ في عدن، ودفن في مقبرة الشيخ جوهر.

### استشهادات
1. ↑  المقحفي، إبراهيم أحمد (1422 هـ). معجم البلدان والقبائل اليمنية. صنعاء، اليمن: دار الكلمة. ج. الجزء الثاني. ص. 1451. {{استشهاد بكتاب}}: تحقق من التاريخ في: |تاريخ= (مساعدة)
2. ↑  ابن العماد، عبد الحي بن أحمد (1414 هـ). شذرات الذهب في أخبار من ذهب (PDF). دمشق، سوريا: دار ابن كثير. ج. الجزء العاشر. ص. 71. {{استشهاد بكتاب}}: تحقق من التاريخ في: |تاريخ= (مساعدة)
3. ↑  بافقيه، محمد بن عمر الطيب (1419 هـ). تاريخ الشحر وأخبار القرن العاشر. صنعاء، اليمن: مكتبة الإرشاد. ص. 77. مؤرشف من الأصل في 2021-07-22. {{استشهاد بكتاب}}: تحقق من التاريخ في: |تاريخ= (مساعدة)
4. ↑  باذيب، محمد بن أبي بكر (1430 هـ). جهود فقهاء حضرموت في خدمة المذهب الشافعي (PDF). عمان، الأردن: دار الفتح. ج. الجزء الأول. ص. 435. {{استشهاد بكتاب}}: تحقق من التاريخ في: |تاريخ= (مساعدة)
5. ↑  العيدروس، عبد القادر بن شيخ (2001). النور السافر عن أخبار القرن العاشر. بيروت، لبنان: دار صادر. ص. 98.